# Ardemil
Ardemil (llamada oficialmente San Pedro de Ardemil) es una parroquia española del municipio de Órdenes, en la provincia de La Coruña, Galicia.

## Entidades de población
Entidades de población que forman parte de la parroquia:
- A Brea
- A Piolla
- Achán
- Adina
- Axáns
- Barcula (A Barcula)
- Cabeza de Lobo
- Canedo (O Canedo)
- Carballeira (A Carballeira)
- Carreira (A Carreira)
- Carrucheiros (Os Carrucheiros)
- Castro (O Castro)
- Edra (A Hedra)
- Fraga (A Fraga)
- Froxil
- Mámoas (As Mámoas)
- Mesón do Vento (O Mesón do Vento)
- Morgade
- Moscoso
- Orellán
- Pazo (O Pazo)
- Porta do Nó
- Porto
- Raposeiras (As Raposeiras)
- Reboira (A Reboira)
- Salgueira (A Salgueira)
- Seixo (O Seixo)
- Xenarde

## Demografía
| Gráfica de evolución demográfica de Ardemil entre 2000 y 2019 |
|                                                               |
| Datos según el nomenclátor publicado por el INE.              |